# Kleiner Winterberg (Harz)
Der Kleine Winterberg ist eine 837 m ü. NHN hohe Nebenkuppe des im benachbarten Niedersachsen gelegenen Wurmbergs im Mittelgebirge Harz (Hochharz). Er liegt bei Schierke im sachsen-anhaltischen Landkreis Harz.

## Geographische Lage
Der Kleine Winterberg erhebt sich im Naturpark Harz/Sachsen-Anhalt unmittelbar östlich der Grenze zu Niedersachsen. Sein Gipfel liegt etwa 2,2 km südwestlich des zur Stadt Wernigerode gehörenden Dorfs Schierke. Nordöstlich erhebt sich jenseits des an der Kalten Bode gelegenen Schierke der Hohnekamm (900,6 m; mit Hohneklippen). In Richtung Südosten leitet die Landschaft zum Barenberg (695,5 m) über, nach Süden fällt sie in das Tal der Bremke ab, die im Übergangsbereich zum westlich und jenseits der Landesgrenze befindlichen Wurmberg (971,2 m) entspringt. Nordwestlich schließt sich der Große Winterberg (906,4 m) und jenseits davon der Brocken (1141,1 m) an.

## Wintersportgebiet
Im Rahmen des in Planung befindlichen Konzepts Wurmberg 2015 soll im Bereich zwischen Großem und Kleinem Winterberg sowie Wurmberg in Richtung des Dorfs Schierke eine Liftanlage oder Gondelbahn mit vier neuen, künstlich beschneibaren Abfahrten entstehen. Bereits im Jahr 2000 war ein Teil des Kleinen Winterbergs aus dem Nationalpark Harz ausgegliedert worden, um eine Planung eines Wintersportgebiets möglich zu machen. In der Kritik durch den Naturschutzbund Deutschland (NABU) ist das als "Natürlich.Schierke" bezeichnete Projekt, weil eine künstliche Beschneiung und andere Eingriffe geplant sind. Wegen der Rodung von etwa 40 ha Bergwald sowie der Zerstörung oder Beeinträchtigung verschiedener gesetzlich geschützter Biotope und seltener Vogelarten, die in dem Gebiet vorkommen, würden umfangreiche Kompensationsmaßnahmen erforderlich.